# 有戸駅
有戸駅（ありとえき）は、青森県上北郡野辺地町小沢平（おざわたい）にある、東日本旅客鉄道（JR東日本）大湊線の駅。

## 歴史
- 1921年（大正10年）3月20日：開業[2]。
- 1972年（昭和47年）3月15日：貨物の取り扱いを廃止[3]、無人化[4]。
- 1987年（昭和62年）4月1日：国鉄分割民営化によりJR東日本の駅となる[2]。
- 2010年（平成22年）12月4日：野辺地駅の青い森鉄道移管に伴い、管理駅が野辺地駅から大湊駅に変更となる。
- 2019年（平成31年）1月：待合所が改築される[5]。
- 2024年（令和6年）10月1日：えきねっとQチケのサービスを開始[1][6]。

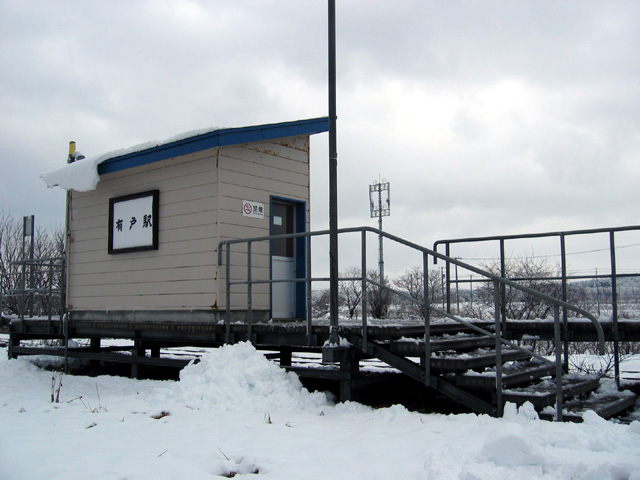
旧待合所（2008年12月）

## 駅構造
単式ホーム1面1線を有する地上駅である。ホームに、有戸海岸をイメージした待合所がある。
青森駅管理の無人駅である。

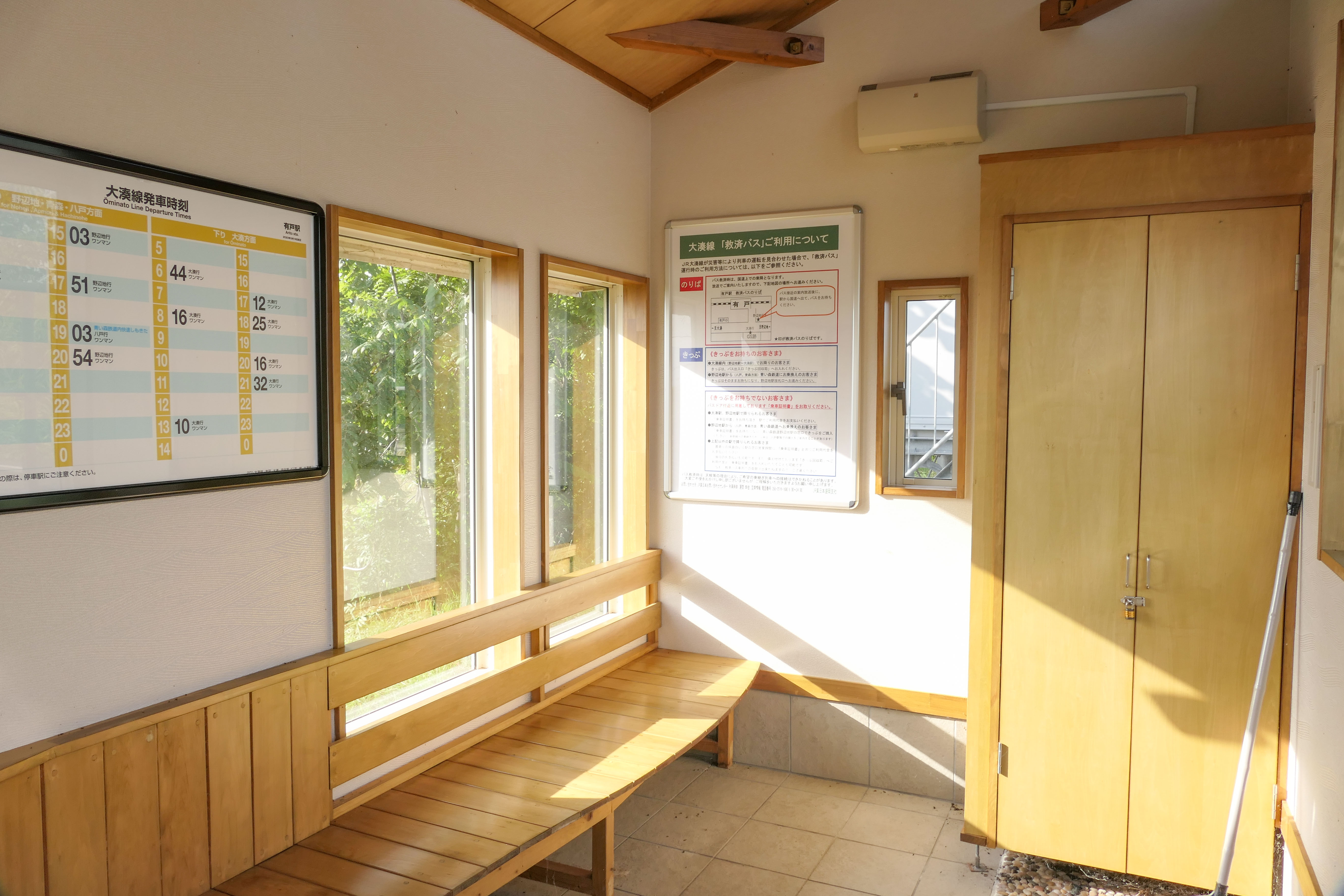
待合所内（2023年7月）
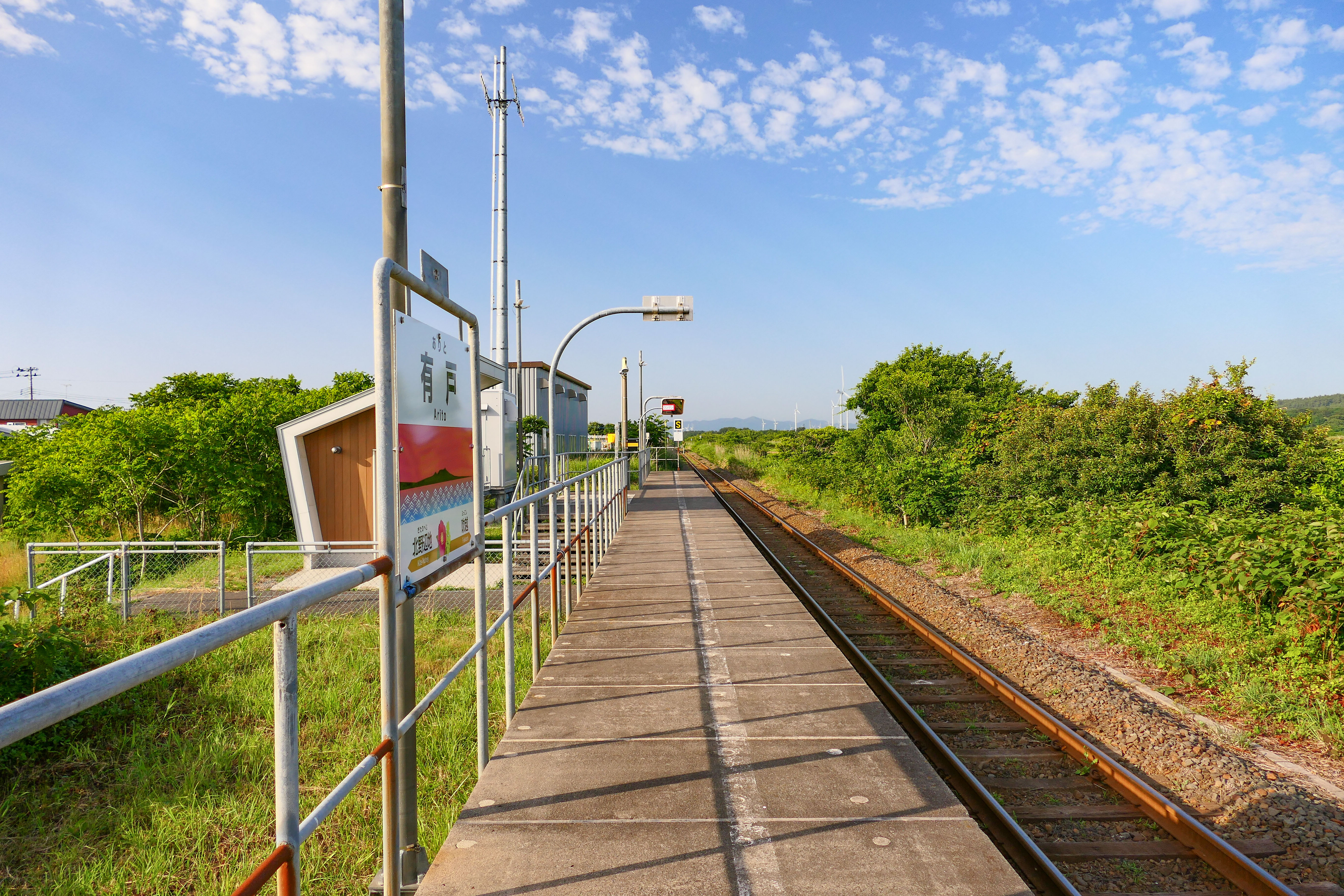
ホーム（2023年7月）

## 駅周辺
- 有戸簡易郵便局
- 陸奥湾
- 国道279号

## 隣の駅
東日本旅客鉄道（JR東日本）
■大湊線
□快速「しもきた」
通過
■普通
北野辺地駅 - 有戸駅 - 吹越駅